# Shaw Organisation
La Shaw Organisation est une société de cinéma singapourienne fondée par Runme Shaw et Run Run Shaw en 1925 à Singapour.

## Les cinémas
Ils inaugurèrent le premier cineplex "Prince and Jade cineplexes" dans la Shaw Towers, en février 1988.
Aujourd'hui, ils gèrent et exploitent 47 écrans dans 7 endroits à Singapour.

## Emplacements
| Cinema               | Ecrans/Salles | Place | Emplacement   | Date d'inauguration | Salle numérique | IMAX | 3D  | Shaw Premiere |
| Lido                 | 11            | 1960  | Orchard       | 1962/1993/2011      | Non             | Oui  | Oui | Non           |
| Bugis Junction       | 3             | 1084  | Bugis         | 2001                | Oui             | Non  | Oui | Non           |
| Lot 1 Shoppers' Mall | 4             | 1026  | Choa Chu Kang | 1996                | Non             | Non  | Oui | Non           |
| Century Square       | 6             | 830   | Tampines      | 1995                | Oui             | Non  | Oui | Non           |
| Nex                  | 10            | 1300  | Serangoon     | 2010                | Oui             | Non  | Oui | Oui           |
| Balestier            | 6             | 1200  | Balestier     | 1998                | Non             | Non  | Oui | Non           |
| Jcube                | 7             | 967   | Jurong East   | 2012                | Oui             | Oui  | Oui | Non           |
| Waterway Point       | 10            | ??    | Punggol       | 2014                | Oui             | Oui  | Oui | Non           |

## Emplacements fermés
| Cinema              | Ecrans/Salles | Place | Emplacement | Date d'inauguration | Date de fermeture |
| Shaw Tower [Closed] | 4             | 1200  | Beach Road  | 2001                | 2009              |

## Liens Externes
- Shaw Online
- http://www.variety.com/vstory/VR1117466324.html?categoryid=38&cs=1